# Valetić
Valetić is een plaats in de gemeente Rakovec in de Kroatische provincie Zagreb. De plaats telt 55 inwoners (2001).